# Morskoii Sbornik
A Morskoii Sbornik ((em russo): Морской сборник)  é a revista naval da Rússia com publicação mensal e é a mais antiga do mundo sobre temas navais, órgão oficial do departamento naval, publicado desde março de 1848, sem interrupção e mudança de nome. Atualmente é  editada pelo Ministério da Defesa da Federação Russa.

## História
Os iniciadores da criação da revista, cuja primeira edição foi publicada em 15 de março de 1848 dos oficiais da marinha russa com Fyodor Petrovich Litke à frente. Naquela época, ele chefiou o Comitê Científico Marinho.
A publicação da revista contribuiu muito para as mudanças na frota russa: a transição da frota de veleiros para o vapor, a modernização das armas navais e a construção naval. Ao longo de sua história de mais de um século e meio, a revista tornou-se repetidamente uma publicação progressista que destaca questões sociais e políticas agudas, e depois se transformou em uma publicação técnica militar militar estreita. No período de 1848-1917, o periódico foi publicado em São Petersburgo (Petrogrado), após 1917 até o momento atual publicado em Moscou. Nos tempos soviéticos, a revista tornou-se uma revista científica e teórica da Frota Vermelha dos Trabalhadores e Camponeses e, mais tarde, da Marinha da URSS.
Já em 29 de novembro de 1917, um decreto foi assinado para transferir a revista para o Estado-Maior da Marinha e nomear uma liderança de marinheiros revolucionários. Em 1980 recebeu a Ordem da Estrela Vermelha; Em 1980, a "Sea Collection" recebeu a Ordem da Estrela Vermelha. Em 2006 e 2007, a revista recebeu o distintivo "Golden Press Fund"; a revista está incluída na lista de publicações recomendadas pela Comissão Superior de Atestado  para publicações científicas.

## Lista de editores-chefes
- Glasenapp Bogdan Aleksandrovich, Almirante, General-adjunto (1848-1849)
- Skalovsky Rostislav Karpovich, Major-General (1849)
- Krasheninnikov Sergei Petrovich, Capitão 2º Posto (1850-1853)
- Lisyansky Platon Yurievich, almirante, Ajudante do Grande Príncipe Konstantin Nikolayevich (1853-1855)
- Zelenoi Ivan Ilyich, Major-General (1855-1860)
- Melnitsky Vsevolod Petrovich, Capitão 2º Posto (1860-1866)
- Zelenoi Nikandr Ilyich, Major-General (1866-1886)
- Kupreyanov Vasily Andreyevich, , Capitão 2º Posto (1886-1888)
- Zotov Raphail Vladimirovich, Tenente-coronel (1889-1893)
- Mordovin Pavel Aleksandrovich, Coronel (1894-1899)
- Verbitsky Petr Nikolayevich, Major-General (1899-1912)
- Zhitkov Konstantin Georgiyevich, Tenente (1912-1917)
- Lukashevich Sergei Prokofyevich (1918-1919, 1927-1931)
- Novopashenny Petr Alekseyevich, Capitão 1º Posto (1919)
- Yegoryev Vsevolod Yevgenyevich (1919-1930)
- Monastyryov Nestor Aleksandrovich, Capitão 2º Posto (1921-1924, с. Bizerte, Tunisia)
- Kireyev Grigory Petrovich (1931-1932)
- Okunev Grigory Sergeyevich (1932-1933)
- Stasevich Pavel Grigoryevich, Capitão 1º Posto (1933-1937)
- Krupsky Mikhail Aleksandrovich, Vice-Admirante-engenheiro (1937)
- Petrovsky Vladimir Alekseyevich, Contra-almirante (1939-1941)
- Alafuzov Vladimir Antonovich, Almirante (1941-1942, 1945-1946)
- Panteleyev Yuri Aleksandrovich, Almirante (1942-1944)
- Abankin Pavel Sergeyevich, Almirante (1944-1945)
- Naida Sergei Fyodorovich, Major-General (1946-1949)
- Yeliseyev Ivan Dmitriyevich, Vice-Almirante (1949-1951)
- Philippovsky Alexander Aleksandrovich, Contra-almirante (1951-1956)
- Vershinin Dmitry Aleksandrovich, Contra-almirante (1956-1969)
- Shchedrin Grigory Ivanovich, Vice-Almirante (1969-1973)
- Dygalo Viktor Ananyevich, Contra-almirante (1973-1977)
- Pushkin Alexander Sergeyevich, Contra-almirante (1978-1987)
- Agafonov Gennady Danilovich, Contra-almirante (1987-1998)
- Veledeyev Alexander Gennadievich, Capitão 1º Posto (1998-1999)
- Ostapenko Viktor Vyacheslavovich, Capitão 1º Posto (1999 - ao presente)[5]